# 베이위안역
베이위안역(北苑站)은 베이징시 차오양구에 위치한 베이징 지하철 13호선의 역이다.

## 역 구조
| 지면 | 대합실                              | 출구, 매표소, 티켓 자동 판매기, 이카통(一卡通) 충전소 |
| F1   | 상대식 승강장, 오른쪽 출입문이 열림 | 상대식 승강장, 오른쪽 출입문이 열림                   |
| F1   | 선로                                | ← ■ 13호선 시즈먼 방면 (리수이차오)                   |
| F1   | 선로                                | ■ 13호선 둥즈먼 방면 (왕징시)→                        |
| F1   | 섬식 승강장                         |                                                       |
| F1   | 선로                                | (사용하지 않음)                                       |

## 스크린도어
이 역은 2012년 8월 9일에 스크린도어 설치를 개시하고, 2012년 9월 말까지 스크린도어의 설치가 완료되었다.

## 위치
이 역은 라이광잉둥로(来广营东路)의 서쪽에 위치하고 있다.

## 출구
이 역에는 1개의 출구가 있다. : A북(A北)

## 인접역
| 베이징 지하철 13호선   | 베이징 지하철 13호선   | 베이징 지하철 13호선 |
| ---------------------- | ---------------------- | -------------------- |
| 리수이차오 시즈먼 방면 | ■ 베이징 지하철 13호선 | 왕징시 둥즈먼 방면   |